# Élections législatives nigériennes de 1995
Les élections législatives nigériennes de 1995 ont lieu le 12 janvier 1995 afin d'élire les membres de l'Assemblée nationale du Niger.
Organisées de manière anticipée, il s'agit des dernières élections de la Troisième République proclamée en 1993, convoquées à la suite d'une scission au sein de la coalition de l'Alliance des forces de changement (AFC) au pouvoir. 
Les résultats aboutissent à un gouvernement divisé entre le parti de la Convention démocratique et sociale (CDS) du président de la République Mahamane Ousmane et une coalition d'opposition disposant de la majorité à l'Assemblée nationale ainsi que du poste de Premier ministre avec Hama Amadou. La cohabitation qui s'ensuit est l'un des facteurs qui contribuent au coup d'État qui renverse le régime le 27 janvier 1996.

## Contexte
Les élections législatives de 1995 sobt provoquées par la chute du gouvernement de l'Alliance des forces du changement (AFC), après que le Parti nigérien pour la démocratie et le socialisme (PNDS) du Premier ministre Mahamadou Issoufou quitte la coalition au pouvoir pour rejoindre l'opposition. Le président Mahamane Ousmane nomme Souley Abdoulaye au poste de Premier ministre, mais ce dernier démissionne le 16 octobre 1994 après avoir échoué à former une nouvelle coalition gouvernementale capable de résister à un vote de confiance à l'Assemblée. Ousmane décide alors de convoquer des élections anticipées.
La campagne électorale se tient dans un climat marqué par une profonde crise économique et sociale. Cette situation se détériore davantage avec la dévaluation du franc CFA, tandis que l'ensemble des principaux partis rejettent les conditions imposées par les institutions financières internationales comme le Fonds monétaire international (FMI) et la Banque mondiale.

## Système électoral
Le Niger est doté d'un parlement monocaméral, l'Assemblée nationale composée de 83 sièges pourvus pour cinq ans, dont 75 au scrutin proportionnel plurinominal dans huit circonscriptions de 4 à 14 sièges correspondant aux sept régions du Niger plus la capitale Niamey. Après décompte des voix, les sièges sont répartis sur la base du quotient de Hare et de la règle du plus fort reste. À ce total s'ajoutent huit sièges réservés aux minorités nationales pourvus au scrutin uninominal majoritaire à un tour au sein de circonscriptions basées sur les régions.

## Résultats
| Parti                    | Parti                                                       | Voix      | %     | +/-  | Sièges | +/-           |
| ------------------------ | ----------------------------------------------------------- | --------- | ----- | ---- | ------ | ------------- |
|                          | Mouvement national pour la société de développement (MNSD)  | 467 080   | 32,30 | 1,65 | 29     | en stagnation |
|                          | Convention démocratique et sociale (CDS)                    | 428 760   | 29,65 | 2,36 | 24     | 2             |
|                          | Parti nigérien pour la démocratie et le socialisme (PNDS)   | 183 150   | 14,08 | 0,54 | 12     | 1             |
|                          | Alliance nigérienne pour la démocratie et le progrès (ANDP) | 186 247   | 12,88 | 2,6  | 9      | 2             |
|                          | Union pour la démocratie et le progrès social (UDPS)        | 45 724    | 3,16  | 3,12 | 2      | 1             |
|                          | Parti pour l'unité nationale et la démocratie (PUND)        | 34 610    | 2,39  | 2,3  | 3      | 3             |
|                          | Parti pour le socialisme et la démocratie au Niger (PSDN)   | 21 010    | 1,45  | 0,04 | 2      | 1             |
|                          | Parti progressiste nigérien (PNN-RDA)                       | 18 294    | 1,27  | 1,33 | 1      | 1             |
|                          | Union des patriotes démocrates et progressistes (UPDP)      | 13 589    | 0,94  | 1,95 | 1      | 1             |
|                          | Autres partis                                               | 27 178    | 1,88  | –    | 0      | en stagnation |
|                          |                                                             |           |       |      |        |               |
| Votes valides            | Votes valides                                               | 1 446 121 | 94,51 |      |        |               |
| Votes blancs et nuls     | Votes blancs et nuls                                        | 84 077    | 5,49  |      |        |               |
| Total                    | Total                                                       | 1 530 198 | 100   | –    | 83     | en stagnation |
| Abstentions              | Abstentions                                                 | 2 845 833 | 65,03 |      |        |               |
| Inscrits / participation | Inscrits / participation                                    | 4 376 031 | 34,97 |      |        |               |

## Analyse et conséquences
Les résultats donnent lieu à une cohabitation avec une Assemblée nationale divisé, l’opposition formant la nouvelle coalition au pouvoir et Hama Amadou du MNSD-Nassara, devenant Premier ministre. Cela met fin à l'alliance instable de l'AFC en place depuis la fin de la dictature en 1993, cette dernière visant principalement à écarter le MNSD, ancien parti du régime militaire du pouvoir. Le MNSD de centre droit et le PNDS de gauche forment une alliance improbable, unis principalement par leur opposition commune au président. L'incapacité du président et de ce nouveau gouvernement à collaborer conduit à une paralysie politique. Cette impasse est l'une des raisons invoquées pour justifier le coup d'État du 27 janvier 1996, qui porte au pouvoir le régime militaire d'Ibrahim Baré Maïnassara.